# سحر الموجي
سحر الموجي (ولدت عام 1963م) كاتبة وروائية مصرية. تعمل أستاذ مساعد للأدب الإنجليزي والدراسات الأمريكية في قسم اللغة الإنجليزية وآدابها في كلية الآداب في جامعة القاهرة.

## تعريف
- ولدت سحر الموجي في القاهرة سنة 1963، وتخرجت في قسم اللغة الإنجليزية بكلية الآداب جامعة القاهرة، حيث تعمل حاليا أستاذا للشعر الإنجليزي والأمريكي.
- تتوزع أعمالها بين القصة والرواية والمقالة، وتقدم برنامجا إذاعيا علي البرنامج الأوروبي المحلي موجة FM كل ثلاثاء منتصف الليل تحت عنوان «البحث عن الذهب» معني بكتابات الشباب وعلم النفس.
- أسست سنة 2009 مع مجموعة من الكاتبات والأكاديميات والفنانات ورشة كتابة نسوية اسمها مجموعة أنا الحكاية تهتم بقضايا الجندر وتغيير صورة المرأة السائدة في الحكاية والإعلام، ولها مقال أسبوعي في جريدة المصري اليوم.
- حازت سحر الموجي العام 2007 علي الجائزة العالمية للشاعر اليوناني الشهير كفافيس.[2][3][4]

## أعمال إبداعية
- سيدة المنام، مجموعة قصصية، دار شرقيات، القاهرة، 1998.
- آلهة صغيرة، مجموعة قصصية، ميريت للنشر والمعلومات، القاهرة، 2003.
- دارية، رواية، دار الشروق، القاهرة، 2008.
- نون، رواية، دار الشروق، القاهرة، 2008.
- مسك التل، رواية، دار الشروق، 2017.

## جوائز
- جائزة “أندية الفتيات بالشارقة” عن رواية دارية، 1999.
- جائزة كفافيس للنبوغ عن رواية نون، 2007.